# Kanton Latronquière
Der Kanton Latronquière war bis 2015 ein französischer Wahlkreis im Arrondissement Figeac, im Département Lot und in der Region Midi-Pyrénées; sein Hauptort war Latronquière, Vertreter im Generalrat des Départements war zuletzt von 2008 bis 2015 Jean-Claude Calméjane. 
Der Kanton war 189,09 km² groß und hatte 2506 Einwohner (Stand: 2012). 
Der Kanton umfasste Wahlberechtigte aus folgenden 13 Gemeinden:
| Gemeinde               | Einwohner Jahr | Fläche km² | Bevölkerungsdichte | Postleitzahl | Code INSEE |
| ---------------------- | -------------- | ---------- | ------------------ | ------------ | ---------- |
| Gorses                 | 322 (2013)     | –          | – Einw./km²        | 46210        | 46125      |
| Labastide-du-Haut-Mont | 49 (2013)      | –          | – Einw./km²        | 46210        | 46135      |
| Ladirat                | 109 (2013)     | –          | – Einw./km²        | 46400        | 46146      |
| Latronquière           | 468 (2013)     | –          | – Einw./km²        | 46210        | 46160      |
| Lauresses              | 268 (2013)     | –          | – Einw./km²        | 46210        | 46161      |
| Montet-et-Bouxal       | 223 (2013)     | –          | – Einw./km²        | 46210        | 46203      |
| Sabadel-Latronquière   | 88 (2013)      | –          | – Einw./km²        | 46210        | 46244      |
| Saint-Cirgues          | 364 (2013)     | –          | – Einw./km²        | 46210        | 46255      |
| Saint-Hilaire          | 74 (2013)      | –          | – Einw./km²        | 46210        | 46269      |
| Saint-Médard-Nicourby  | 82 (2013)      | –          | – Einw./km²        | 46210        | 46282      |
| Sénaillac-Latronquière | 137 (2013)     | –          | – Einw./km²        | 46210        | 46302      |
| Terrou                 | 181 (2013)     | –          | – Einw./km²        | 46120        | 46314      |
| Bessonies              | 94 (2013)      | –          | – Einw./km²        | 46210        | 46338      |